# Шошкинське сільське поселення
Шо́шкинське сільське поселення (рос. Шошкинское сельское поселение) — муніципальне утворення у складі Сиктивдинського району Республіки Комі, Росія. Адміністративний центр — село Шошка.

## Населення
Населення — 608 осіб (2017, 504 у 2010, 565 у 2002, 698 у 1989).

## Склад
До складу поселення входять такі населені пункти:
| Населений пункт   | Населення, осіб (1989) | Населення, осіб (2002) | Населення, осіб (2010) |
| ----------------- | ---------------------- | ---------------------- | ---------------------- |
| Граддор, присілок | 58                     | 28                     | 27                     |
| Шошка, село       | 640                    | 537                    | 477                    |